# طلال فيصل
طلال فيصل (مواليد 12 مايو 1985 في القاهرة، مصر) هو روائي وطبيب نفسي مصري.
اشتهر برواياته المستوحاة من السير الذاتية لشخصيات من تاريخ مصر الحديث، مثل روايته «سرور» المستوحاة من حياة الشاعر المصري الراحل نجيب سرور، ورواية «بليغ» التي تتحدث عن الموسيقار الراحل بليغ حمدي، ويعمل حاليًا على رواية “قطب” والتي ستتناول سيرة سيد قطب.
عقب إتمام دراسة الطب، التحق بكلية الآداب قسم الفلسفة، ثم سافر لاستكمال دراسة الطب النفسي في ألمانيا والحصول على شهادة الدكتوراه.
يتقن طلال اللغة الإنجليزية والألمانية والفرنسية، بالإضافة للغته الأم اللغة العربية.

## مؤلفاته
| م  | العمل                                               | دوره  | عام الإصدار | الناشر                       | عدد الصفحات | رقم تعريفي                             | مراجع         |
| -- | --------------------------------------------------- | ----- | ----------- | ---------------------------- | ----------- | -------------------------------------- | ------------- |
| 1  | الملائكة لا تشاهد الأفلام الإباحية                  | مؤلف  | 2006        | دار اكتب للنشر والتوزيع      | 80          |                                        | [ 9 ]         |
| 2  | جنون المتاهة                                        | مترجم | 2009        | الهيئة المصرية العامة للكتاب | 323         | (ردمك 9789772071937)                   | [ 10 ]        |
| 3  | الكلمة المكسورة                                     | مترجم | 2010        | الهيئة المصرية العامة للكتاب | 120         | (ردمك 9789774216857)                   | [ 11 ] [ 12 ] |
| 4  | الإحساس بالنهاية                                    | مترجم | 2011        | الهيئة المصرية العامة للكتاب | 180         |                                        | [ 13 ]        |
| 5  | كرامة: رحلات في الربيع العربي                       | مترجم | 2011        | دار الشروق                   | 433         | (ردمك 9789770931783، وردمك 9770931780) | [ 14 ] [ 15 ] |
| 6  | جولات ليلية                                         | مترجم | 2011        |                              | 48          |                                        | [ 16 ]        |
| 7  | نظرة فرنسية: مختارات من القصص الفائزة بجائزة جونكور | مؤلف  | 2012        | الثقافة الجديدة              | 50          |                                        | [ 17 ] [ 18 ] |
| 8  | سيرة مولع بالهوانم                                  | مؤلف  | 2012        | ميريت للنشر والمعلومات       | 94          | (ردمك 9789773516191)                   | [ 19 ] [ 20 ] |
| 9  | سرور                                                | مؤلف  | 2013        | الكتب خان                    | 366         | (ردمك 9789776306233، وردمك 9776306233) | [ 21 ] [ 22 ] |
| 10 | ذكريات تراني: سيرة ذاتية                            | مترجم | 2015        | الهيئة المصرية العامة للكتاب | 94          | (ردمك 9789779102115، وردمك 9779102116) | [ 23 ] [ 24 ] |
| 11 | بليغ                                                | مؤلف  | 2016        | دار الشروق                   | 339         | (ردمك 9789770934036، وردمك 9770934038) | [ 25 ] [ 26 ] |
| 12 | الغابة والقفص                                       | مؤلف  | 2022        | دار الشروق                   | 156         |                                        | [ 27 ]        |

## جوائز
- جائزة ساويرس، 2015، عن رواية «سرور»[5]